# Cheilosia scanica
Cheilosia scanica är en tvåvingeart som först beskrevs av Ringdahl 1937.  Cheilosia scanica ingår i släktet örtblomflugor, och familjen blomflugor.
Artens utbredningsområde är Sverige. Inga underarter finns listade i Catalogue of Life.